# Horologiphora malayae
Horologiphora malayae är en tvåvingeart som beskrevs av Ronald Henry Lambert Disney 1997. Horologiphora malayae ingår i släktet Horologiphora och familjen puckelflugor. Inga underarter finns listade i Catalogue of Life.